# Ghost Town (programma televisivo)
Ghost Town  è stato un programma televisivo italiano di genere documentaristico, condotto dall'attore e fotografo Sandro Giordano e trasmesso nel 2017 su Rai 5 in 8 puntate, dedicate ad altrettanti paesi fantasma, con particolare attenzione ad alcuni esistenti in Italia.

## Puntate
| Puntata | Città fantasma                               | Immagine |
| ------- | -------------------------------------------- | -------- |
| 1       | Pyramiden, Isole Svalbard, Norvegia          |          |
| 2       | Apice Vecchio, Campania, Italia              |          |
| 3       | Craco Vecchio, Basilicata, Italia            |          |
| 4       | Bodie, California, Stati Uniti               |          |
| 5       | Romagnano al Monte Vecchio, Campania, Italia |          |
| 6       | Roghudi Vecchio, Calabria, Italia            |          |
| 7       | Ruderi di Poggioreale, Sicilia, Italia       |          |
| 8       | Gairo Vecchio, Sardegna, Italia              |          |